# Fissidens ovatifolius
Fissidens ovatifolius är en bladmossart som beskrevs av Ruthe in Limpricht 1901. Fissidens ovatifolius ingår i släktet fickmossor, och familjen Fissidentaceae. Inga underarter finns listade i Catalogue of Life.